# Колпино (озеро, Гомельская область)
Ко́лпино (бел. Ко́ўпіна / Колпін) — озеро в Чечерском районе Гомельской области Беларуси. Относится к бассейну реки Сож.

## География
Озеро Колпино располагается в 3 км к югу от города Чечерск.

## Описание
Площадь зеркала составляет 0,18 км², длина — 0,47 км, наибольшая ширина — 0,43 км. Длина береговой линии — 1,29 км. Наибольшая глубина — 4 м, средняя — 2,33 м. Объём воды в озере — 0,42 млн м³.
Форма котловины близка к округлой. Склоны умеренно крутые, распаханные, на западе покрытые лесом. Высота склонов составляет 10—17 м, на западе понижаясь до 8 м. Береговая линия слабоизвилистая. Берега низкие, местами заболоченные. Озеро окаймлено поймой шириной до 100 м. Мелководье узкое, песчаное. Глубже дно покрыто сапропелем.
Сапропель озера Колпино относится к кремнезёмистому типу. Отложения покрывают 62 % озёрной чаши, их средняя мощность составляет 2,4 м, а максимальная — 5,7 м. Запасы сапропеля составляют 265 тыс. м³. Естественная влажность — 94 %, зольность — 36 %, водородный показатель — 5. Содержание в сухом остатке: азота — 2,8 %, окислов железа — 1,2 %, алюминия — 5,9 %, магния — 0,6 %, кальция — 0,4 %, калия — 0,4 %, фосфора — 0,2 %. Сапропель может использоваться в качестве лечебной грязи или удобрения, а также для буровых работ или производства строительных материалов.
К южной части водоёма примыкает сезонная протока, соединённая с озером Стоячее. Озёра относятся к бассейну Сожа, но не имеют постоянного поверхностного стока в реку либо другие водоёмы её бассейна.
В озере обитают карась, линь, окунь, плотва, лещ, щука и другие виды рыб.